# Kampfite
La kampfite è un minerale.

## Etimologia
Il nome è in onore del cristallografo statunitense Anthony Robert Kampf (1948-  ).